# Richard O’Sullivan
Richard O’Sullivan (* 7. Mai 1944 in Chiswick, Middlesex, Greater London) ist ein irisch-britischer Schauspieler, der vor allem durch Hauptrollen in englischen Fernsehserien der 1970er und 1980er Jahre bekannt wurde.

## Leben

### Frühe Jahre
O’Sullivan, Sohn eines in England lebenden irischen Ehepaars, wuchs in Brentford, Middlesex auf, wo er die katholische St. John the Evangelist’s-Schule besuchte. Ersten Schauspielunterricht erhielt er als Kind an der Corona Stage Academy, angeblich weil seine Eltern hofften, dass er durch die damit verbundene Sprechausbildung seinen starken irischen Akzent ablegen würde.

### Karriere
Bereits als Kind trat O’Sullivan als Theaterdarsteller und in Musicals auf, ab seinem neunten Lebensjahr war er, meist in Nebenrollen, in diversen englischen Spielfilmproduktionen, zumeist seichten Komödien, zu sehen, unter anderem auch in Filmen mit Cliff Richard. 1963, im Alter von neunzehn Jahren, erhielt er seine erste und einzige Rolle in einer großen Hollywoodproduktion: In dem in Italien gedrehten Monumentalfilm Cleopatra spielte er an der Seite von Elizabeth Taylor und Richard Burton Kleopatras Bruder, Pharao Ptolemaios XIII. Nach eigener Aussage verbrachte O’Sullivan für die Dreharbeiten zu Cleopatra volle neun Monate in Italien, obwohl er für seine relativ kleine Rolle nur acht Tage vor der Kamera stand. In den folgenden Jahren konzentrierte sich O’Sullivan ganz auf Rollen in TV-Produktionen und war vor allem in kleineren Rollen in diversen britischen Fernsehserien zu sehen, so beispielsweise in einer Serien-Verfilmung von Charles Dickens’ Great Expectations (1967). Einem breiteren Publikum wurde er in England durch die Rolle des Arztes Dr. Lawrence Bingham in den Comedy-Serien Doctor at Large (1971) und Doctor in Charge (1972–1973) bekannt, parallel dazu verkörperte er eine Hauptrolle in der kurzlebigen Comedy-Show Alcott and Gander (1972).
Der Durchbruch zum TV-Star gelang O’Sullivan mit der Rolle des unangepassten aber sympathischen Lebenskünstlers Robin Tripp, den er in den beiden von der britischen Produktionsfirma Thames billig hergestellten, aber überaus erfolgreichen Sitcoms Man About the House (1973–1976) (deutsch: Ein Mann im Haus) und Robin’s Nest (1977–1981) (deutsch: Robins Nest) verkörperte, die beide in synchronisierten Fassungen auch im deutschsprachigen Raum zu sehen waren (in der ARD in Deutschland, im ORF in Österreich). Als typisch britische Komödienproduktionen werden die Serien dem Genre Britcom zugerechnet. In der ersten Folge von Man About the House wacht der verkrachte Student Robin Tripp am Morgen nach einer feuchtfröhlichen Party in der Badewanne einer ihm fremden Londoner Wohnung auf. Die beiden Bewohnerinnen Chrissy (Paula Wilcox) und Jo (Sally Thomsett) sind zwar anfangs erschrocken, finden dann aber durchaus Gefallen an Robin, umso mehr, als dieser sich als begabter Hobbykoch erweist. Da der soeben aus Southampton nach London übersiedelte Robin eine Wohnung sucht und Chrissy und Jo gerade ihre Mitbewohnerin verloren haben, zieht Robin kurzerhand bei den beiden jungen Frauen ein. Die Wohngemeinschaft zweier unverheirateter Frauen mit einem Mann wird jedoch von den Nachbarn, allen voran dem ständig miteinander streitenden Ehepaar Roper, misstrauisch beobachtet. Im Laufe der Serie tauchen zahlreiche Nebenfiguren auf, unter anderem Robins Bruder Norman Tripp (Norman Eshley), der in der letzten Folge Chrissy heiratet. Die erste Folge der Serie wurde im englischen Fernsehen am 15. August 1973 gezeigt, die letzte am 7. April 1976, sie war beim Publikum überaus populär, die einzelnen Folgen lockten bis zu 16 Millionen Zuseher vor die Fernsehapparate. Insgesamt wurden 39 Folgen in sechs Staffeln produziert, dazu ein Kinofilm (1974) und ein US-amerikanisches Remake (Three’s Company 1977–1984, deutsch unter dem Titel Herzbube mit zwei Damen; John Ritter spielte darin die Robin Tripp nachempfundene Hauptfigur Jack Tripper). Auch in anderen Ländern wurde die Grundidee der Serie für eigene Produktionen abgewandelt. In weiterer Folge entstanden zwei Spin-offs: In George and Mildred (1976–1980) stand das Ehepaar Roper im Mittelpunkt: Die in England besonders populäre Serie wurde im deutschen Sprachraum nie gezeigt, sie endete abrupt durch den Tod der Darstellerin der Mildred, Yootha Joyce, im August 1980.
In Robin’s Nest wurde die Geschichte des Robin Tripp weiter erzählt: Zu Beginn der Serie lebt Robin Tripp mit der Stewardess Vicky Nicholls (Tessa Wyatt, die bereits in Doctor At Large mit O’Sullivan vor der Kamera gestanden war) in „wilder Ehe“, seine halbherzigen Versuche, über das Arbeitsamt eine Anstellung vermittelt zu bekommen, scheitern. Als die Pächter eines Restaurants in jenem Haus, in dem die beiden leben, sich über Nacht ohne Bezahlung der Pacht aus dem Staub machen, gelingt es Robin den Hausbesitzer, Vickys Vater James (Tony Britton), dazu zu überreden, ihn das Lokal führen zu lassen, das in Robin’s Nest umbenannt wird. Da Robin zwar ein begabter Koch ist, aber keinerlei Erfahrung als Geschäftsmann hat, und ihm nur Vicky und der ungeschickte einarmige Kellner Albert Riddle (David Kelly) als Hilfskräfte zur Verfügung stehen, ist das Chaos vorprogrammiert. Die Serie zieht ihren Humor vor allem aus dem Zusammenprall unterschiedlicher gesellschaftlicher Sphären, dem Bohème-Milieu in dem Robin und Vicky leben und der steifen britischen Upper-Class, zu der Vickys Vater gehört. Dabei wird in milder Form auch Sozialkritik geübt, die aber stets durch Witz und Ironie und den jungenhaften Charme des Hauptdarstellers abgefedert und niemals direkt politisch wird. Sozialhistorisch interessant ist überdies der Umstand, dass in Robin’s Nest erstmals in einer Vorabendserie des britischen Fernsehens das Zusammenleben eines unverheirateten Paares dargestellt wurde; Proteste von konservativer Seite motivierten die Produzenten jedoch dazu, die zweite Staffel der Serie mit der Hochzeit von Robin und Vicky beginnen zu lassen. Innerhalb von vier Jahren wurden 48 Folgen in sechs Staffeln gedreht, darunter zwei Weihnachts-Specials. Die erste Folge wurde im englischen Fernsehen am 11. Januar 1977, die letzte am 31. März 1981 ausgestrahlt. Neuerlich entstand eine eigene amerikanische Version: Three’s A Crowd, deutsch: Jack’s Bistro (1984–1985). O’Sullivan, der selbst die Titelmelodie der Serie komponiert hatte, vermarktete seinen Erfolg als Robin Tripp auch in Form eines von ihm verfassten Kochbuchs, das auch autobiographische Erläuterungen enthält.
Parallel zu den Dreharbeiten zu Robin’s Nest spielte O’Sullivan in Dick Turpin (1979–1982), einer komödiantischen Abenteuerserie für Jugendliche die Titelrolle, einen legendären englischen Straßenräuber des 18. Jahrhunderts (31 Folgen in vier Staffeln). Unter den Titeln Die Abenteuer des Dick Turpin bzw. Die tolldreisten Streiche des Dick Turpin lief die Serie auch im deutschsprachigen Fernsehen (unter anderem auf WEST 3, ARD und DDR 1). O’Sullivans letzte Hauptrolle in einer TV-Serie war die eines allein erziehenden Vaters einer Tochter im Teenager-Alter in Me and My Girl (1984–1988, 52 Folgen). Die Serie war in ihrem Entstehungsland England mäßig erfolgreich und kam nicht auf den internationalen Markt, im deutschsprachigen Fernsehen war sie nicht zu sehen.

### Karriereende
Die Einstellung von Me and My Girl im Jahr 1988 stellte de facto auch das Ende von O’Sullivans Schauspielerkarriere dar: In den folgenden Jahren trat er nur mehr sporadisch im Fernsehen, teilweise in Werbespots (z. B. für British Gas), auf, ab Mitte der 1990er Jahre zog er sich – abgesehen von einigen wenigen Kurzauftritten in Fernsehshows – weitgehend aus der Öffentlichkeit zurück. Zeitungen berichteten über psychische Probleme (Depressionen, Alkoholismus) und daraus resultierenden finanziellen Schwierigkeiten O’Sullivans.
Im Jahr 2003 erlitt O’Sullivan einen schweren Schlaganfall, der bleibende körperliche Beeinträchtigungen verursachte, zwei Jahre später brach er sich bei einem Sturz beide Beine. Er lebt mittlerweile in Brinsworth House in Twickenham im Südwesten von London, einem Pflegeheim, das vom Entertainment Artistes’ Benevolent Fund, einer Sozialhilfeorganisation für in Not geratene Schauspieler und Bühnenkünstler, betrieben wird.

### Privatleben
O’Sullivan galt in seiner Heimat in den 1970er und 1980er Jahren als männliches Sexsymbol und hatte zahlreiche weibliche Fans. Nach einer früh gescheiterten ersten Ehe führte er während der Dreharbeiten zu Man About the House eine vor der Öffentlichkeit geheim gehaltene dreijährige Beziehung mit Sally Thomsett, der Darstellerin der Jo. Von 1978 bis 1985 war er mit Tessa Wyatt, seiner Serienpartnerin aus Robin’s Nest, liiert, aus dieser Beziehung stammt sein einziges Kind, ein Sohn namens Jamie. Eine später eingegangene zweite Ehe mit der Schauspielerin Christine Smart wurde Mitte der 1990er Jahre geschieden.

### Richard O’Sullivan auf DVD
Ein großer Teil der Sitcoms, in denen O’Sullivan eine Hauptrolle gespielt hat, liegen im englischen Original – nicht jedoch in den deutsch synchronisierten Fassungen – mittlerweile als DVD-Editionen vor, ebenso einige der frühen britischen Spielfilme. Für die DVD-Edition der Filmkomödie Carry On, Teacher (1959) im Jahr 2006 nahm O’Sullivan einen Audio-Kommentar auf.

## Filmografie (Auswahl)
- 1953: The Yellow Balloon
- 1954: Dance, Little Lady
- 1954: Sein größter Prozeß (The Green Scarf)
- 1955: Der schwarze Prinz (The Dark Avenger)
- 1956: Jacqueline
- 1956: Wie herrlich, jung zu sein (It’s Great to Be Young)
- 1957: No Time for Tears
- 1959: Ist ja irre – Lauter liebenswerte Lehrer (Carry On Teacher)
- 1960: The Young Ones
- 1961: Versuchung auf der Schulbank (Spare the Rod)
- 1963: Cleopatra
- 1964: Wonderful Life
- 1965: Every Day’s a Holiday
- 1968: Todestanz eines Killers (A Dandy in Aspic)
- 1969: The Haunted House of Horror
- 1970: Futtock’s End
- 1972: Au Pair Girls
- 1973: Aber, aber Vater (Father, Dear Father) (Fernsehserie, 1 Folge)
- 1974: Man About the House
- 1975: Can You Keep It Up For A Week?

### Fernsehserien
- 1967: Great Expectations: Herbert Pocket
- 1971–72: Doctor at Large: Lawrence Bingham
- 1972–73: Doctor in Charge: Lawrence Bingham
- 1971–1973: Now Look Here: Keith
- 1972: Alcock and Gander: Richard Gander
- 1973–76: Man About the House: Robin Tripp
- 1977–81: Robin’s Nest: Robin Tripp
- 1979–82: Dick Turpin: Dick Turpin
- 1984–88: Me and My Girl: Simon Harrap